# Никой
„Никой“ (на английски: Nobody) е американски екшън трилър от 2021 г. на режисьора Иля Найшулер по сценарий на Дерек Колстад. Във филма участват Боб Оденкърк, Кони Нилсен, RZA, Кристофър Лойд и Алексей Серебряков. Филмът е пуснат в САЩ на 26 март 2021 г. и във Великобритания на 9 юни 2021 г.